# サイフォウイルス科
サイフォウイルス科またはシホウイルス科(Siphoviridae)は、細菌のみに感染する2本鎖DNAウイルスの科である。これらのウイルスは、バクテリオファージとも呼ばれる。この科の特徴的な構造は、エンベロープのない頭部と非収縮性の尾部である。

## ウイルス学
この科のウイルスのビリオンは、正二十面体のカプシド（多型B1）または長球のカプシド（多型B2）を持つ。これらのカプシドにはエンベロープがなく、直径は60m程度である。この科のウイルスのもう1つの特徴として、繊維状で非収縮性の尾部がある。
サイフォウイルス科のゲノムは、2本鎖で直鎖状である。長さは約50kbで、約70個の遺伝子を含む。グアニン/シトシン含量は、約52%である。

## 分類

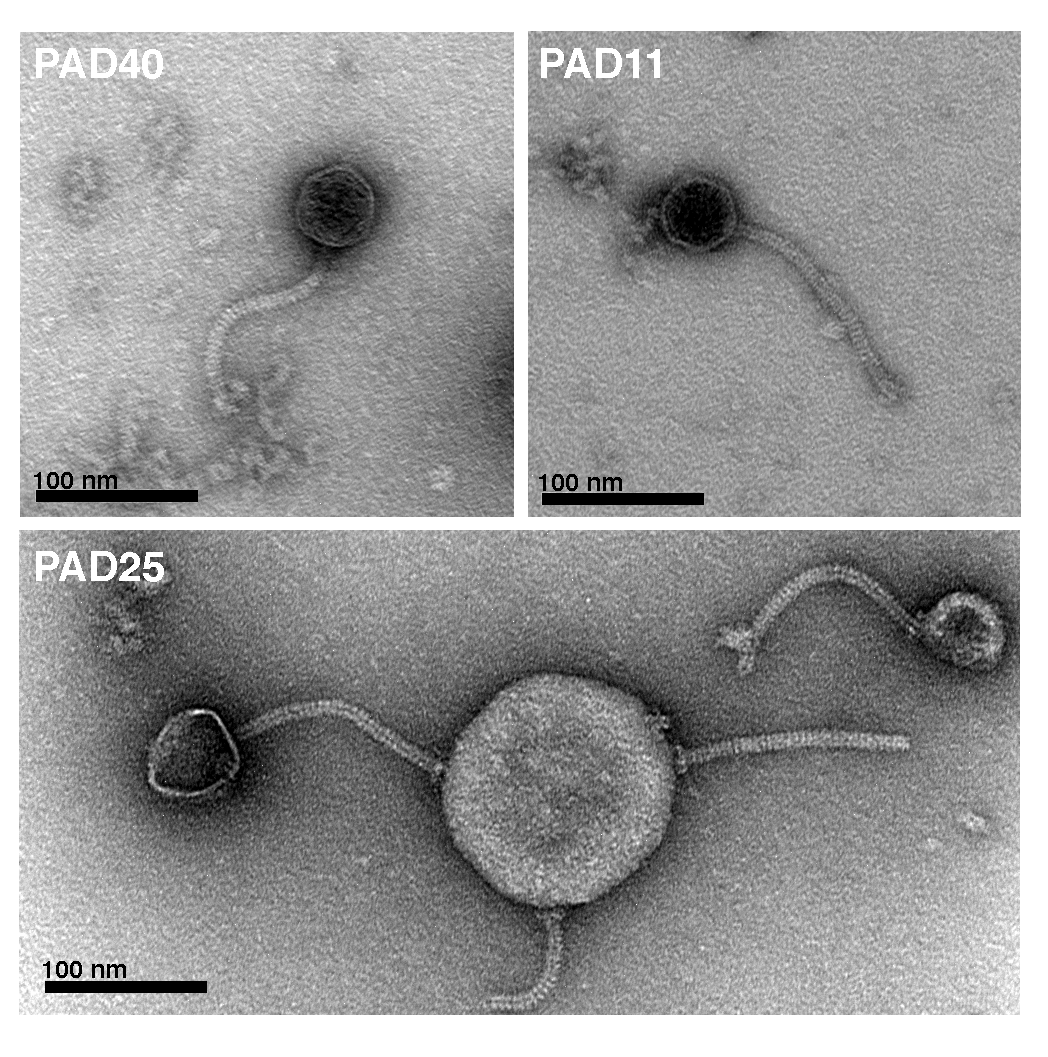
P. acnesからのサイフォウイルス科の電子顕微鏡写真。ファージはネガティブ染色され、透過型電子顕微鏡で観測された。頭部は直径約55nmで、遺伝物質が詰まっている。尾部は150×10nmで、柔軟性があり非収縮性である。下の図では、PAD25が細菌の細胞壁の破片に付着し、2つのファージが頭部を失っている。全てのファージがその形態に基づいてサイフォウイルス科に分類される。

L5様、ラムダ様、Phic3una様等の属の遺伝子組織は、これらがラムダ亜科を形成していることを示している。
C2様ウイルス属は、扁円の頭部を持つ。
以下のウイルスは属に分類されている。
- C2様ウイルス属
  - ラクトコッカスファージbIL67
  - ラクトコッカスファージc2

- L5様ウイルス属
  - マイコバクテリウムファージD29
  - マイコバクテリウムファージL5

- ラムダ様ウイルス属
  - 腸内細菌ファージHK022
  - 腸内細菌ファージHK97
  - 腸内細菌ファージlambda

- N15様ウイルス属
  - 腸内細菌ファージN15

- Phic3una様ウイルス属
  - ストレプトマイセスファージphiC31

- Psimuna様ウイルス属
  - メタノバクテリウムファージpsiM1

- Spbeta様ウイルス属
  - バシラスファージSPbeta

- T5様ウイルス属
  - 腸内細菌ファージT5
  - エシェリヒアファージAkfv33
  - エシェリヒアファージBf23
  - エシェリヒアファージEps7
  - エシェリヒアファージH8
  - エシェリヒアファージT5
  - サルモネラファージSpc35
  - ビブリオフ149(IV型)

- Tuna様ウイルス属
  - クロノバクターEsp2949-1
  - 腸内細菌ファージF20
  - 腸内細菌ファージT1
  - エシェリヒアファージEb49
  - エシェリヒアファージJk06
  - エシェリヒアファージRogue1
  - エシェリヒアファージRtp
  - エシェリヒアファージTls
  - シゲラファージShfl1

- Yua様ウイルス属
  - ファージphiJl001
  - シュードモナスファージM6
  - シュードモナスファージYua

### 未分類
上記のウイルスに加え、サイフォウイルス科の多くのウイルスが属に割り当てられない未分類として残されている。このグループには、乳酸菌、マイコバクテリウム属、レンサ球菌やその他の細菌に感染することが知られている多くのファージを含む。